# ثمام شعري
الثمام الشعري نوع نباتي عشبي ينتمي إلى جنس الثمام من الفصيلة النجيلية واسمه العلمي (باللاتينية: Panicum capillare). اكتسب اسمه من شكل نورته الشعرية التي تنتهي ببذرة. يعد هذا النوع حشيشة ضارة.

## الموئل والانتشار
موطنه الأصلي أمريكا الشمالية، ولكنه انتشر في مناطق أخرى من العالم.